# Kuiljutau
Der Kuiljutau (kirgisisch Көөлү кырка тоосу Köölü kyrka toosu; russisch Куйлютау, Куйлюто Kuiljuto) ist ein Gebirgsstock des Tian Shan im Osten von Kirgisistan in Zentralasien.
Der Kuiljutau befindet sich südlich des Terskej-Alataus zwischen den Flussläufen von Ütschköl im Westen und Süden, dem des Kuilju im Norden sowie dem des Sarydschas im Osten. Der vergletscherte Gebirgsstock hat eine Längsausdehnung von etwa 50 km und erreicht im Pik Konstituzija eine maximale Höhe von 5281 m. Der Gebirgszug besteht aus Kalkstein, Schieferton und Granit.